# Ilfred Piar
Ilfred Piar (ur. 19 sierpnia 1989) – piłkarz z Bonaire, grający na pozycji napastnika.

## Kariera piłkarska

### Kariera klubowa
Występuje w klubie SV Real Rincon.

### Kariera reprezentacyjna
14 listopada 2013 debiutował w narodowej reprezentacji Bonaire. Łącznie rozegrał 6 meczów i strzelił 1 gola.